# Сергије Послушни
Преосвећени Сергије Послушни је преподобни монах Кијево-Печерског манастира.
Свети Сергије је живео у 13. веку. Из које је породице потекао и где је рођен није познато. Сачувано је да је желећи да одбаци светску вреву и свој живот посвети Богу, као мла дошао у Печерски манастир и тамо се замонашио. Светитељ се од осталих монаха разликовао великом побожношћу, смирењем и послушањем. Био је велики послушник и савесно је обављао све дужности које су му биле додељене. За такво послушање Свети Сергије је назван Послушником.
Након смрти његове мошти похрањене су у Блиским пећинама чувене Кијево-Печерске лавре. У Акатисту печерски монаси величају овог Божијег човека следећим речима: „Радуј се Сергије, послушаћу хвалисавог љубавника“.